# Joeri de Kamps
Joeri de Kamps (ur. 10 lutego 1992 w Amsterdamie) – holenderski piłkarz występujący na pozycji pomocnika w greckim klubie Wolos NPS.

## Kariera juniorska
Joeri de Kamps urodził się w Amsterdamie, gdzie trenował w lokalnych klubach JOS Watergraafsmeer i SV Diemen.

## Kariera klubowa

### AFC Ajax
W 2000 roku dołączył do akademii AFC Ajax. W 2011 roku podpisał swój pierwszy profesjonalny kontrakt, który obowiązywał przez dwa lata. 22 października 2011, podczas meczu Eredivisie z Feyenoordem, pierwszy raz znalazł się w składzie, ale cały mecz przesiedział na ławce rezerwowych. Grając dla drużyny rezerw znalazł się na liście zarejestrowanych piłkarzy do Ligi Mistrzów UEFA w sezonie 2012/13. 5 marca 2013 przedłużył swój kontrakt z klubem o trzy lata. Po awansie drużyny rezerw do Eerste divisie, de Kamps zaliczył swój pierwszy profesjonalny mecz 5 sierpnia 2013 przeciwko SC Telstar (2:0).

### sc Heerenveen
1 sierpnia 2013 roku został wysłany na roczne wypożyczenie do zespołu sc Heerenveen. Zadebiutował 21 września 2013 w meczu Eredivisie przeciwko Roda JC Kerkrade (3:3).

### NAC Breda
1 lipca 2014 roku podpisał trzyletni kontrakt z klubem NAC Breda. Zadebiutował 9 sierpnia 2014 w meczu Eredivisie przeciwko Excelsiorowi Rotterdam (1:1). Pierwszą bramkę zdobył 23 września 2014 w meczu Puchar Holandii przeciwko SV Spakenburg (3:4). W sezonie 2014/15 jego zespół zajął 16. miejsce w tabeli i po barażach spadł do niższej ligi. Po spadku de Kamps doznał kontuzji ścięgna, która wykluczyła go z gry na początku sezonu. W czasie leczenia urazu de Kamps szukał ofert gry w innych klubach.

### Slovan Bratysława
W styczniu 2016 roku podpisał trzyipółletni kontrakt z drużyną Slovana Bratysława. Zadebiutował 27 lutego 2016 w meczu Fortuna ligi przeciwko AS Trenčín (0:2). 28 czerwca 2016 zadebiutował w kwalifikacjach do Ligi Europy UEFA w meczu przeciwko Partizani Tirana (0:0). Pierwszą bramkę zdobył 13 sierpnia 2016 w meczu ligowym przeciwko MFK Ružomberok (3:2). 1 maja 2017 wystąpił w finale Pucharu Słowacji przeciwko MFK Skalica (0:3) i zdobył trofeum. W następnej edycji pucharu jego klub ponownie triumfował wygrywając w finale z MFK Ružomberok (3:1). W sezonie 2018/19 jego drużyna zajęła pierwsze miejsce w tabeli i zdobyła mistrzostwo Słowacji. 10 lipca 2019 zadebiutował w kwalifikacjach do Ligi Mistrzów UEFA w meczu przeciwko FK Sutjeska Nikšić (1:1). 10 września 2019 zadebiutował w fazie grupowej Ligi Europy UEFA w meczu przeciwko Beşiktaşowi JK (4:2). W sezonach 2019/20 i 2020/21 jego zespół ponownie zdobywał mistrzostwo oraz Puchar Słowacji. W sezonie 2021/22 jego klub zdobył mistrzostwo, lecz przegrał w finale pucharu krajowego ze Spartakiem Trnawa (1:2 p.d.).

### Sparta Rotterdam
20 stycznia 2022 roku dołączył do zespołu Sparty Rotterdam na zasadzie wypożyczenia z opcją wykupu. Zadebiutował 23 stycznia 2022 w meczu Eredivisie przeciwko FC Utrecht (0:3). Pierwszą bramkę zdobył 9 kwietnia 2022 w meczu ligowym przeciwko AFC Ajax (2:1).

### Lechia Gdańsk
30 sierpnia 2022 roku podpisał dwuletni kontrakt z klubem Lechia Gdańsk. Zadebiutował 3 września 2022 w meczu Ekstraklasy przeciwko Warcie Poznań (0:0).

## Kariera reprezentacyjna

### Holandia U-19
W 2010 roku otrzymał powołanie do reprezentacji Holandii U-19. Zadebiutował 7 września 2010 w meczu towarzyskim przeciwko reprezentacji Grecji U-19 (3:1). W 2011 roku otrzymał powołanie do reprezentacji na eliminacje do Mistrzostw Europy U-19 2011, w których wystąpił w trzech spotkaniach.

### Holandia U-20
W 2012 roku otrzymał powołanie do reprezentacji Holandii U-20. Zadebiutował 29 lutego 2012 w meczu towarzyskim przeciwko reprezentacji Danii U-20 (3:0).

### Holandia U-21
W 2013 roku otrzymał powołanie do reprezentacji Holandii U-21. Zadebiutował 14 sierpnia 2013 w meczu towarzyskim przeciwko reprezentacji Czech U-21 (1:0).

## Statystyki

### Klubowe
(aktualne na dzień 7 września 2022)
| Klub                    | Sezon              | Liga               | Liga  | Liga   | Puchar kraju | Puchar kraju | Europa | Europa | Inne  | Inne   | Suma  | Suma   |
| Klub                    | Sezon              | Liga               | Mecze | Bramki | Mecze        | Bramki       | Mecze  | Bramki | Mecze | Bramki | Mecze | Bramki |
| ----------------------- | ------------------ | ------------------ | ----- | ------ | ------------ | ------------ | ------ | ------ | ----- | ------ | ----- | ------ |
| AFC Ajax II             | 2013/14            | Eerste divisie     | 5     | 0      | 0            | 0            | –      | –      | –     | –      | 5     | 0      |
| AFC Ajax II             | Ogólnie            | Ogólnie            | 5     | 0      | 0            | 0            | 0      | 0      | 0     | 0      | 5     | 0      |
| sc Heerenveen (wyp.)    | 2013/14            | Eredivisie         | 12    | 0      | 1            | 0            | –      | –      | –     | –      | 13    | 0      |
| sc Heerenveen (wyp.)    | Ogólnie            | Ogólnie            | 12    | 0      | 1            | 0            | 0      | 0      | 0     | 0      | 13    | 0      |
| NAC Breda               | 2014/15            | Eredivisie         | 29    | 0      | 3            | 1            | –      | –      | 2     | 0      | 34    | 1      |
| NAC Breda               | 2015/16            | Eerste divisie     | 6     | 0      | 1            | 0            | –      | –      | –     | –      | 7     | 0      |
| NAC Breda               | Ogólnie            | Ogólnie            | 35    | 0      | 4            | 1            | 0      | 0      | 2     | 0      | 41    | 1      |
| Slovan Bratysława       | 2015/16            | Fortuna liga       | 13    | 0      | 4            | 0            | 0      | 0      | –     | –      | 17    | 0      |
| Slovan Bratysława       | 2016/17            | Fortuna liga       | 22    | 4      | 4            | 0            | 3      | 0      | –     | –      | 29    | 4      |
| Slovan Bratysława       | 2017/18            | Fortuna liga       | 19    | 0      | 4            | 0            | 4      | 1      | 1     | 0      | 28    | 1      |
| Slovan Bratysława       | 2018/19            | Fortuna liga       | 23    | 0      | 1            | 0            | 2      | 0      | –     | –      | 26    | 0      |
| Slovan Bratysława       | 2019/20            | Fortuna liga       | 19    | 0      | 6            | 0            | 13     | 0      | –     | –      | 38    | 0      |
| Slovan Bratysława       | 2020/21            | Fortuna liga       | 28    | 0      | 6            | 0            | 1      | 0      | –     | –      | 35    | 0      |
| Slovan Bratysława       | 2021/22            | Fortuna liga       | 6     | 0      | 3            | 0            | 9      | 0      | –     | –      | 18    | 0      |
| Slovan Bratysława       | Ogólnie            | Ogólnie            | 130   | 4      | 28           | 0            | 32     | 1      | 1     | 0      | 191   | 5      |
| Sparta Rotterdam (wyp.) | 2021/22            | Eredivisie         | 14    | 1      | 0            | 0            | –      | –      | –     | –      | 14    | 1      |
| Sparta Rotterdam (wyp.) | Ogólnie            | Ogólnie            | 14    | 1      | 0            | 0            | 0      | 0      | 0     | 0      | 14    | 1      |
| Lechia Gdańsk           | 2022/23            | Ekstraklasa        | 1     | 0      | 0            | 0            | 0      | 0      | –     | –      | 1     | 0      |
| Lechia Gdańsk           | Ogólnie            | Ogólnie            | 1     | 0      | 0            | 0            | 0      | 0      | 0     | 0      | 1     | 0      |
| Ogólnie w karierze      | Ogólnie w karierze | Ogólnie w karierze | 197   | 5      | 33           | 1            | 32     | 1      | 3     | 0      | 265   | 7      |

### Reprezentacyjne
| Reprezentacja | Rok     | Mecze | Bramki |
| ------------- | ------- | ----- | ------ |
| Holandia U-19 |         |       |        |
| 2010          | 1       | 0     |        |
| 2011          | 5       | 0     |        |
| Ogólnie       | Ogólnie | 6     | 0      |
| Holandia U-20 |         |       |        |
| 2012          | 1       | 0     |        |
| Ogólnie       | Ogólnie | 1     | 0      |
| Holandia U-21 |         |       |        |
| 2013          | 1       | 0     |        |
| Ogólnie       | Ogólnie | 1     | 0      |

| Mecze i gole w reprezentacji | Mecze i gole w reprezentacji | Mecze i gole w reprezentacji | Mecze i gole w reprezentacji | Mecze i gole w reprezentacji | Mecze i gole w reprezentacji | Mecze i gole w reprezentacji | Mecze i gole w reprezentacji |
| Holandia U-19                | Holandia U-19                | Holandia U-19                | Holandia U-19                | Holandia U-19                | Holandia U-19                | Holandia U-19                | Holandia U-19                |
| Lp.                          | Data                         | Miejsce                      | Gospodarz                    | Gość                         | Wynik                        | Gol                          | Rozgrywki                    |
| ---------------------------- | ---------------------------- | ---------------------------- | ---------------------------- | ---------------------------- | ---------------------------- | ---------------------------- | ---------------------------- |
| 1.                           | 07.09.2010                   |                              | Grecja U-19                  | Holandia U-19                | 3:1                          |                              | Mecz towarzyski              |
| 2.                           | 09.02.2011                   | Saint-Paul-lès-Dax           | Francja U-19                 | Holandia U-19                | 1:1                          |                              | Mecz towarzyski              |
| 3.                           | 24.03.2011                   | Manzano                      | Włochy U-19                  | Holandia U-19                | 1:0                          |                              | Mecz towarzyski              |
| 4.                           | 19.05.2011                   | Brzecław                     | Holandia U-19                | Izrael U-19                  | 1:1                          |                              | el. ME U-19 2011             |
| 5.                           | 21.05.2011                   | Lanžhot                      | Holandia U-19                | Czechy U-19                  | 0:1                          |                              | el. ME U-19 2011             |
| 6.                           | 24.05.2011                   | Lanžhot                      | Rosja U-19                   | Holandia U-19                | 1:1                          |                              | el. ME U-19 2011             |
| Holandia U-20                |                              |                              |                              |                              |                              |                              |                              |
| Lp.                          | Data                         | Miejsce                      | Gospodarz                    | Gość                         | Wynik                        | Gol                          | Rozgrywki                    |
| 1.                           | 29.02.2012                   | Bunschoten                   | Holandia U-20                | Dania U-20                   | 3:0                          |                              | Mecz towarzyski              |
| Holandia U-21                |                              |                              |                              |                              |                              |                              |                              |
| Lp.                          | Data                         | Miejsce                      | Gospodarz                    | Gość                         | Wynik                        | Gol                          | Rozgrywki                    |
| 1.                           | 14.08.2013                   | Praga                        | Czechy U-21                  | Holandia U-21                | 1:0                          |                              | Mecz towarzyski              |

## Sukcesy

### Slovan Bratysława
- Mistrzostwo Słowacji (4×): 2018/2019, 2019/2020, 2020/2021, 2021/2022
- Puchar Słowacji (4×): 2016/2017, 2017/2018, 2019/2020, 2020/2021